# Territorio dell'Oklahoma
Il Territorio dell'Oklahoma (in inglese: Oklahoma Territory) fu un territorio degli Stati Uniti d'America istituito il 2 maggio 1890. Cessò di esistere il 16 novembre 1907, quando l'Oklahoma divenne il 46º stato degli Stati Uniti. Il territorio comprendeva la parte occidentale dello Stato attuale. La parte orientale era occupata dal Territorio indiano.